# Vela en los Juegos Olímpicos de Los Ángeles 2028
Las regatas de vela en los Juegos Olímpicos de Los Ángeles 2028 se realizarán en el Belmont Veterans Memorial Pier de Long Beach en julio de 2028.